# Алешково (сельское поселение деревня Воробьево)
Алешково — деревня в Малоярославецком муниципальном районе Калужской области в составе сельского поселения «Деревня Воробьёво». Высота центра селения над уровнем моря — 167 м. На 2021 год в Алёшкове числится 3 улицы: Солнечная, Сосновая, Центральная.

## Население
| 2002 | 2010 |
| ---- | ---- |
| 56   | ↘49  |

### Гендерный состав
По данным Всероссийской переписи населения 2010 года в гендерной структуре населения мужчины составляли 51 % женщины — соответственно 49 %.